# G-LOC: Air Battle
G-LOC: Air Battle es un videojuego de combate aéreo de Sega lanzado originalmente como arcade en 1990. El título hace referencia al fenómeno de la fisiología aeroespacial conocido como "G-LOC" (G-force induced Loss Of Consciousness), consistente en la pérdida de consciencia inducida por la exposición a elevadas aceleraciones.

## Resumen
El juego pone al jugador al mando de un avión de caza con el que se enfrentará a otros aviones. Una vez el jugador reciba demasiados impactos o el tiempo expire, el juego finaliza. El jugador gana más tiempo y avanza niveles logrando los objetivos que se definen en cada nivel. Inicialmente, el jugador comienza con armamento limitado que se repone completando misiones.
Los jugadores eligen qué blancos destruir, como barcos, cazas a reacción o tanques. Finalmente, lucharan contra jefes como War Balloon, the Bomber, y el adversario final, un as enemigo que usa el mismo modelo de avión que el jugador, pero con durabilidad y fuerza mejoradas.